# Kovalik Ferenc
Kovalik Ferenc (Mezőkovácsháza, 1933. augusztus 1. – Budapest, 1994. június 20.) labdarúgó, kapus. Az 1963-64-es kupagyőztesek Európa-kupája döntőjéig jutott MTK csapatának játékosa.

## Pályafutása

### Klubcsapatban
1954 előtt a Makói Vasas labdarúgója volt. 1954 és 1960 között a Vasas csapatában játszott. Tagja volt az angyalföldiek első bajnokcsapatának 1957 tavaszán. Az 1957–58-as BEK idényben elődöntős a piros-kékkel. 1961 és 1966 között az MTK kapusa volt. Itt VVK elődöntős 1962-ben, KEK döntős 1964-ben. 1967-ben az Egyetértésben fejezte be az aktív labdarúgást.

### A válogatottban
A magyar válogatottban sohasem lépett pályára. Egyszeres ifjúsági (1954), utánpótlás (1957), B válogatott (1957) és Budapest válogatott (1958).

## Sikerei, díjai
- Magyar bajnokság
  - bajnok: 1957-tavasz
  - 2.: 1962–63
- Magyar labdarúgókupa
  - győztes: 1955
- Bajnokcsapatok Európa-kupája (BEK)
  - elődöntős: 1957–58
- Kupagyőztesek Európa-kupája (KEK)
  - döntős: 1963–64
- Vásárvárosok kupája (VVK)
  - elődöntős: 1961–62
- A Gépipar Kiváló Dolgozója (1956)[1]